# 白尾左錐螺
白尾左錐螺（学名：Mastonia ustulata）为左錐螺科雙珠螺屬下的一个种。